# Дударенко Зінаїда Аристархівна
Зінаї́да Ариста́рхівна Дударе́нко (* 1933) — працівниця сльського господарства, нагороджена орденом Трудового Червоного Прапора (1964), заслужений працівник сільського господарства України.